# مات ألونزو
مات ألونزو (بالإنجليزية: Matt Alonzo)‏ هو مخرج فيديو موسيقي ‏ أمريكي، ولد في 16 أبريل 1985 في كاربينتيريا في الولايات المتحدة.

## وصلات خارجية
- الموقع الرسمي